# Loubieng
Loubieng [lubjɛ̃] est une commune française située dans le département des Pyrénées-Atlantiques, en région Nouvelle-Aquitaine.

## Géographie

### Localisation
La commune de Loubieng se trouve dans le département des Pyrénées-Atlantiques, en région Nouvelle-Aquitaine.
Elle se situe à 53 km par la route de Pau, préfecture du département, et à 29 km de Mourenx, bureau centralisateur du canton du Cœur de Béarn dont dépend la commune depuis 2015 pour les élections départementales.
La commune fait en outre partie du bassin de vie d'Orthez.
Les communes les plus proches sont : 
Castetner (1,7 km), Laà-Mondrans (2,5 km), Ozenx-Montestrucq (3,3 km), Biron (3,9 km), Sarpourenx (4,7 km), Maslacq (5,2 km), Castétis (5,5 km), Castetbon (5,7 km).
Sur le plan historique et culturel, Loubieng fait partie de la province du Béarn, qui fut également un État et qui présente une unité historique et culturelle à laquelle s’oppose une diversité frappante de paysages au relief tourmenté.

### Paysages

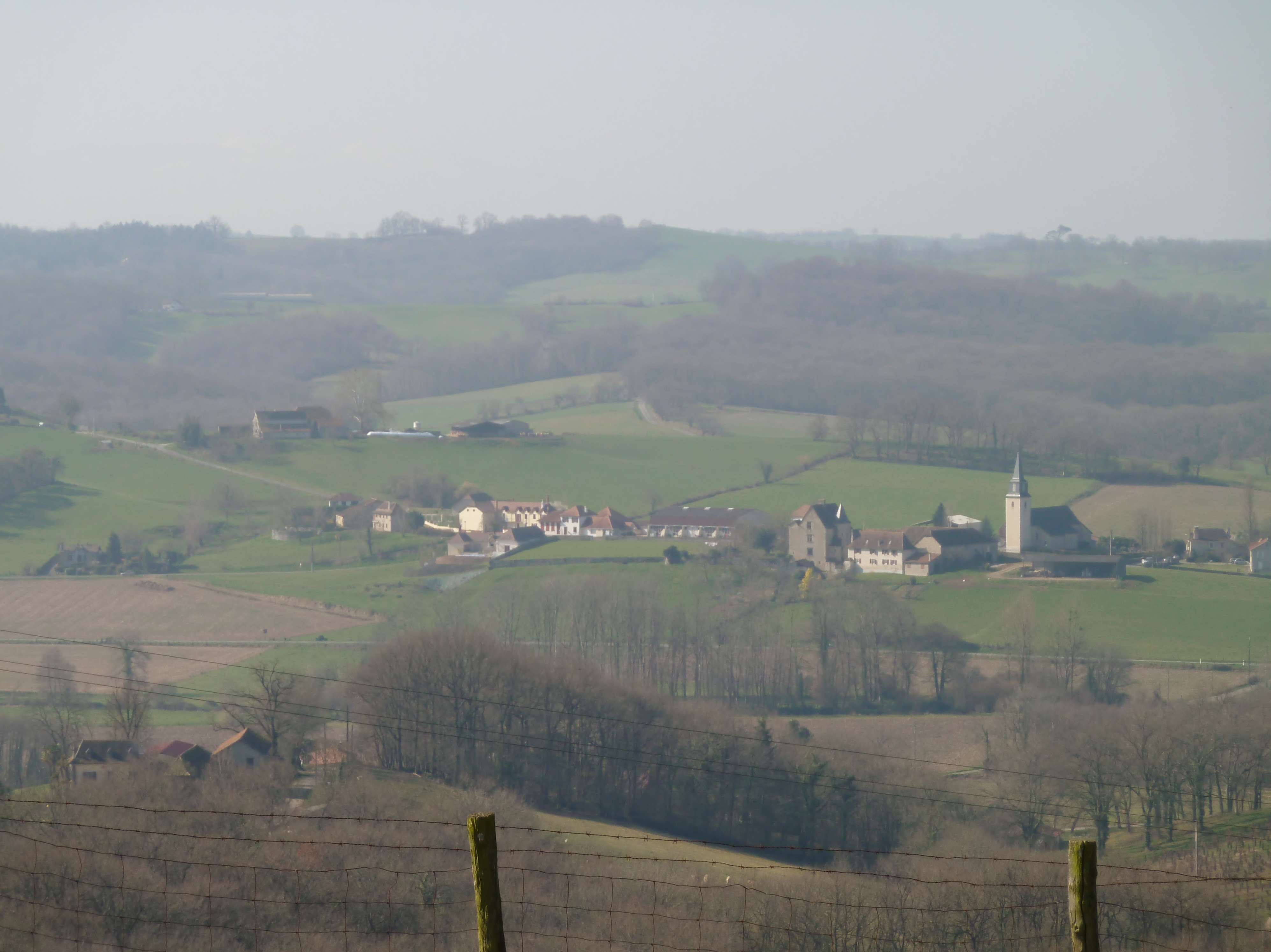
Vue du village depuis Castetner.

### Communes limitrophes
Les communes limitrophes sont  Audaux, Bugnein, Castetbon, Castetner, Laà-Mondrans, Maslacq, Ozenx-Montestrucq et Sauvelade.
|                   | Laà-Mondrans | Castetner                               |
| Ozenx-Montestrucq | Loubieng     | Maslacq                                 |
| Castetbon         | Audaux       | Sauvelade, Bugnein (par un quadripoint) |

### Hydrographie

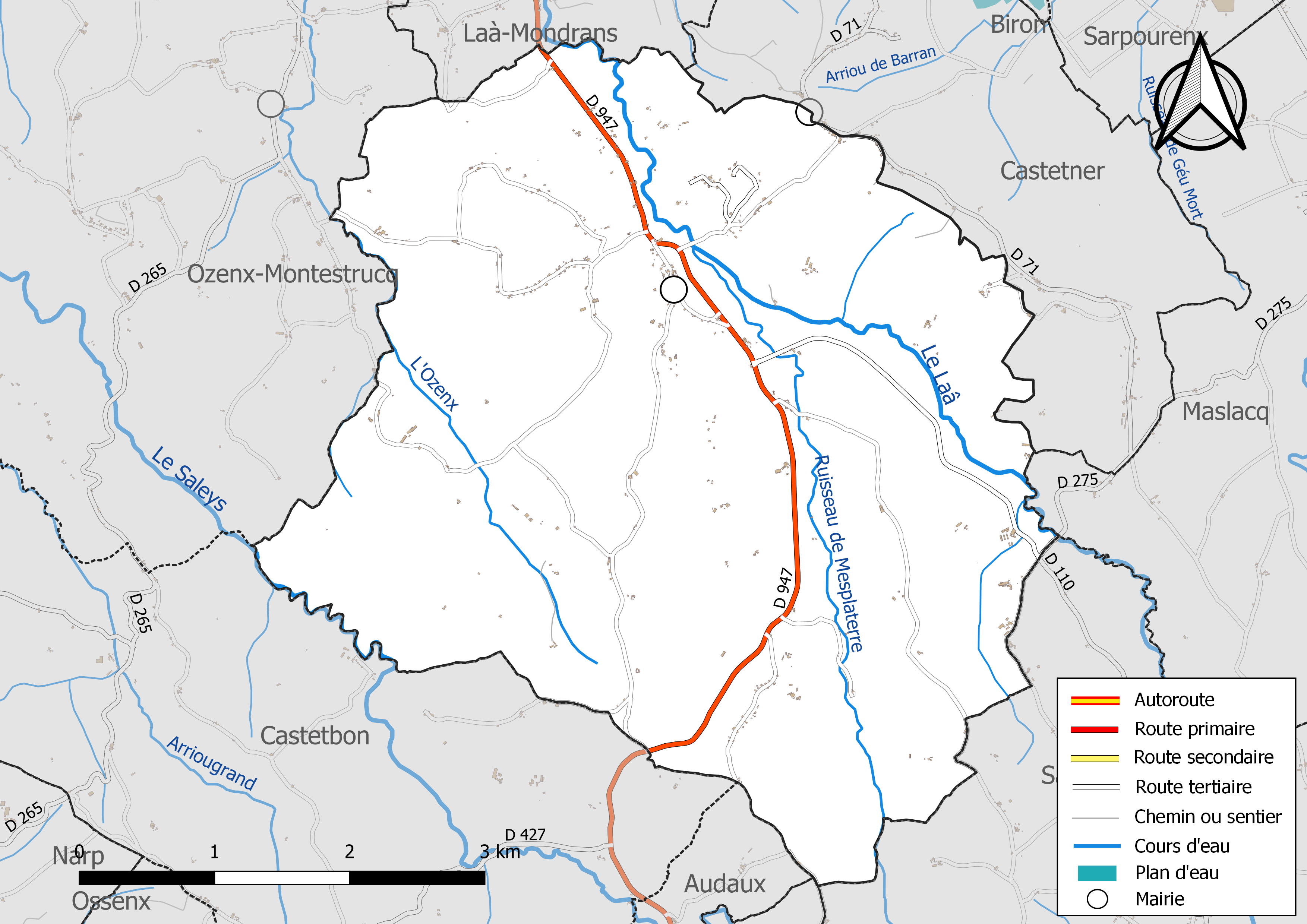
Réseaux hydrographique et routier de Loubieng.

La commune est drainée par le Laà, le Saleys, L'Ozenx, le ruisseau de Mesplaterre, et par divers petits cours d'eau, constituant un réseau hydrographique de 19 km de longueur totale,.
Le Laà, d'une longueur totale de 29,5 km, prend sa source dans la commune d'Ogenne-Camptort et s'écoule du sud-est vers le nord-ouest. Il traverse la commune et se jette dans le gave de Pau à Orthez, après avoir traversé 9 communes.
Le Saleys, d'une longueur totale de 48,7 km, prend sa source dans la commune d'Ogenne-Camptort et s'écoule du sud-est vers le nord-ouest. Il traverse la commune et se jette dans le gave d'Oloron à Carresse-Cassaber, après avoir traversé 13 communes.

### Climat
Pour des articles plus généraux, voir Climat de la Nouvelle-Aquitaine et Climat des Pyrénées-Atlantiques.
Historiquement, la commune est dans une zone de transition entre les climats océaniques aquitain et basque.  
En 2020, Météo-France publie une typologie des climats de la France métropolitaine dans laquelle la commune est exposée à un climat de montagne et est dans la région climatique Pyrénées atlantiques, caractérisée par une pluviométrie élevée (>1 200 mm/an) en toutes saisons, des hivers très doux (7,5 °C en plaine) et des vents faibles.
Pour la période 1971-2000, la température annuelle moyenne est de 13,8 °C, avec une amplitude thermique annuelle de 14 °C. Le cumul annuel moyen de précipitations est de 1 302 mm, avec 11,8 jours de précipitations en janvier et 8,3 jours en juillet. Pour la période 1991-2020, la température moyenne annuelle observée sur la station météorologique la plus proche, située sur la commune d'Orthez à 6 km à vol d'oiseau, est de 14,1 °C et le cumul annuel moyen de précipitations est de 1 211,5 mm,. Pour l'avenir, les paramètres climatiques de la commune estimés pour 2050 selon différents scénarios d’émission de gaz à effet de serre sont consultables sur un site dédié publié par Météo-France en novembre 2022.

### Milieux naturels et biodiversité

#### Réseau Natura 2000
Le réseau Natura 2000 est un réseau écologique européen de sites naturels d'intérêt écologique élaboré à partir des Directives « Habitats » et « Oiseaux », constitué de zones spéciales de conservation (ZSC) et de zones de protection spéciale (ZPS).
Un site Natura 2000 a été défini sur la commune au titre de la « directive Habitats » : le « gave de Pau », d'une superficie de 8 194 ha, un vaste réseau hydrographique avec un système de saligues encore vivace,.

## Urbanisme

### Typologie
Au 1er janvier 2024, Loubieng est catégorisée commune rurale à habitat dispersé, selon la nouvelle grille communale de densité à sept niveaux définie par l'Insee en 2022.
Elle est située hors unité urbaine. Par ailleurs la commune fait partie de l'aire d'attraction d'Orthez, dont elle est une commune de la couronne,. Cette aire, qui regroupe 26 communes, est catégorisée dans les aires de moins de 50 000 habitants,.

### Occupation des sols

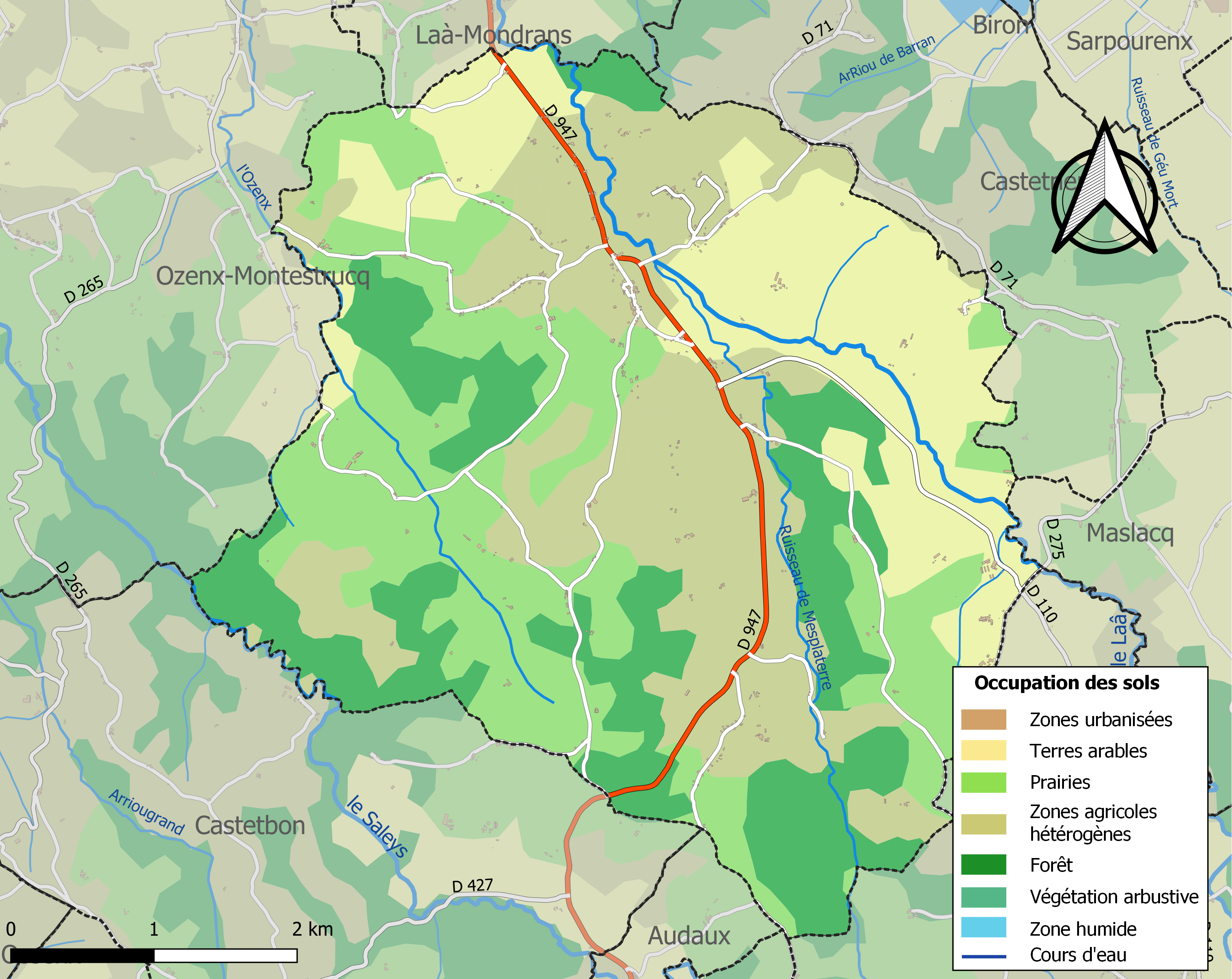
Carte des infrastructures et de l'occupation des sols de la commune en 2018 (CLC).

L'occupation des sols de la commune, telle qu'elle ressort de la base de données européenne d’occupation biophysique des sols Corine Land Cover (CLC), est marquée par l'importance des territoires agricoles (79,8 % en 2018), une proportion sensiblement équivalente à celle de 1990 (80,2 %). La répartition détaillée en 2018 est la suivante : 
zones agricoles hétérogènes (30,4 %), prairies (27,4 %), terres arables (22 %), forêts (20,2 %). L'évolution de l’occupation des sols de la commune et de ses infrastructures peut être observée sur les différentes représentations cartographiques du territoire : la carte de Cassini (XVIIIe siècle), la carte d'état-major (1820-1866) et les cartes ou photos aériennes de l'IGN pour la période actuelle (1950 à aujourd'hui).

### Lieux-dits et hameaux
- les Agoins ;
- las Ahittes ;
- Aristide ;
- le Cap deu Boscq ;
- les Haillarets ;
- Hourc-Loum ;
- Lalaàs.

### Voies de communication et transports
Loubieng est desservie par les routes départementales 110 et 947.

### Risques majeurs
Le territoire de la commune de Loubieng est vulnérable à différents aléas naturels : météorologiques (tempête, orage, neige, grand froid, canicule ou sécheresse), inondations et séisme (sismicité modérée). Il est également exposé à un risque technologique, le transport de matières dangereuses. Un site publié par le BRGM permet d'évaluer simplement et rapidement les risques d'un bien localisé soit par son adresse soit par le numéro de sa parcelle.

#### Risques naturels
Certaines parties du territoire communal sont susceptibles d’être affectées par le risque d’inondation par une crue à  débordement lent de cours d'eau, notamment le Laâ et le Saleys. La commune a été reconnue en état de catastrophe naturelle au titre des dommages causés par les inondations et coulées de boue survenues en 1982, 1983, 1998, 2009 et 2018,.

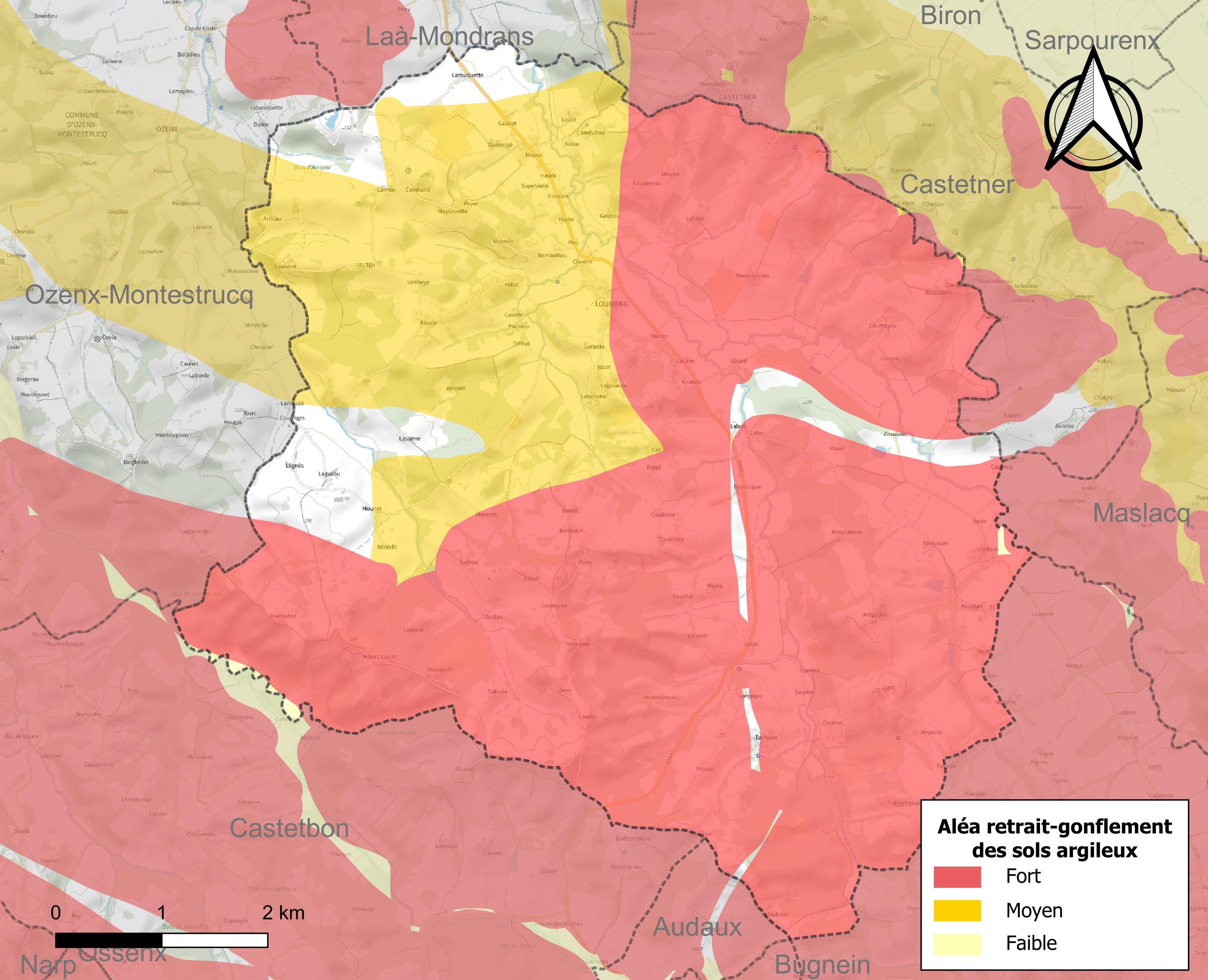
Carte des zones d'aléa retrait-gonflement des sols argileux de Loubieng.

Le retrait-gonflement des sols argileux est susceptible d'engendrer des dommages importants aux bâtiments en cas d’alternance de périodes de sécheresse et de pluie. 91,3 % de la superficie communale est en aléa moyen ou fort (59 % au niveau départemental et 48,5 % au niveau national). Depuis le 1er octobre 2020, en application de la loi ELAN, différentes contraintes s'imposent aux vendeurs, maîtres d'ouvrages ou constructeurs de biens situés dans une zone classée en aléa moyen ou fort,.

## Toponymie
Le toponyme « Loubieng » apparaît sous les formes « Lobiein » (1286, registres de Bordeaux), « Lobihen » et « Lobiheng » (1286 pour les deux formes), « Lobienh » (XIIIe siècle, fors de Béarn), « Lovienh » (1385, censier de Béarn), « Loubiein » et « Louvienh » (1675 pour les deux formes, réformation de Béarn).
Son nom béarnais est « Lobienh » ou « Loubiégn ».

## Histoire
Paul Raymond note qu'en 1385, Loubieng comptait 127 feux et dépendait du bailliage de Larbaig.

## Politique et administration

### Intercommunalité
Loubieng était membre du « District de la zone de Lacq », avec 16 autres communes. Cette structure se transforme en communauté de communes, un établissement public de coopération intercommunale (EPCI) à fiscalité propre, le 15 juin 2000 qui prend la dénomination de communauté de communes de Lacq.
Celle-ci fusionne avec sa voisine pour former, le 1er janvier 2014, la communauté de communes de Lacq-Orthez, dont la commune est désormais membre.
Loubieng est également membre en 2020  d'autres  structures intercommunales :
- le SIAEP de la source Grechez
- le syndicat d’énergie des Pyrénées-Atlantiques ;
- le SIVU des Quatre moulins ;
- le SIVOM de Lagor ;
- le syndicat mixte d’eau et d’assainissement Gave et Baïse ;
- l'Agence publique de gestion locale.

### Autres équipements

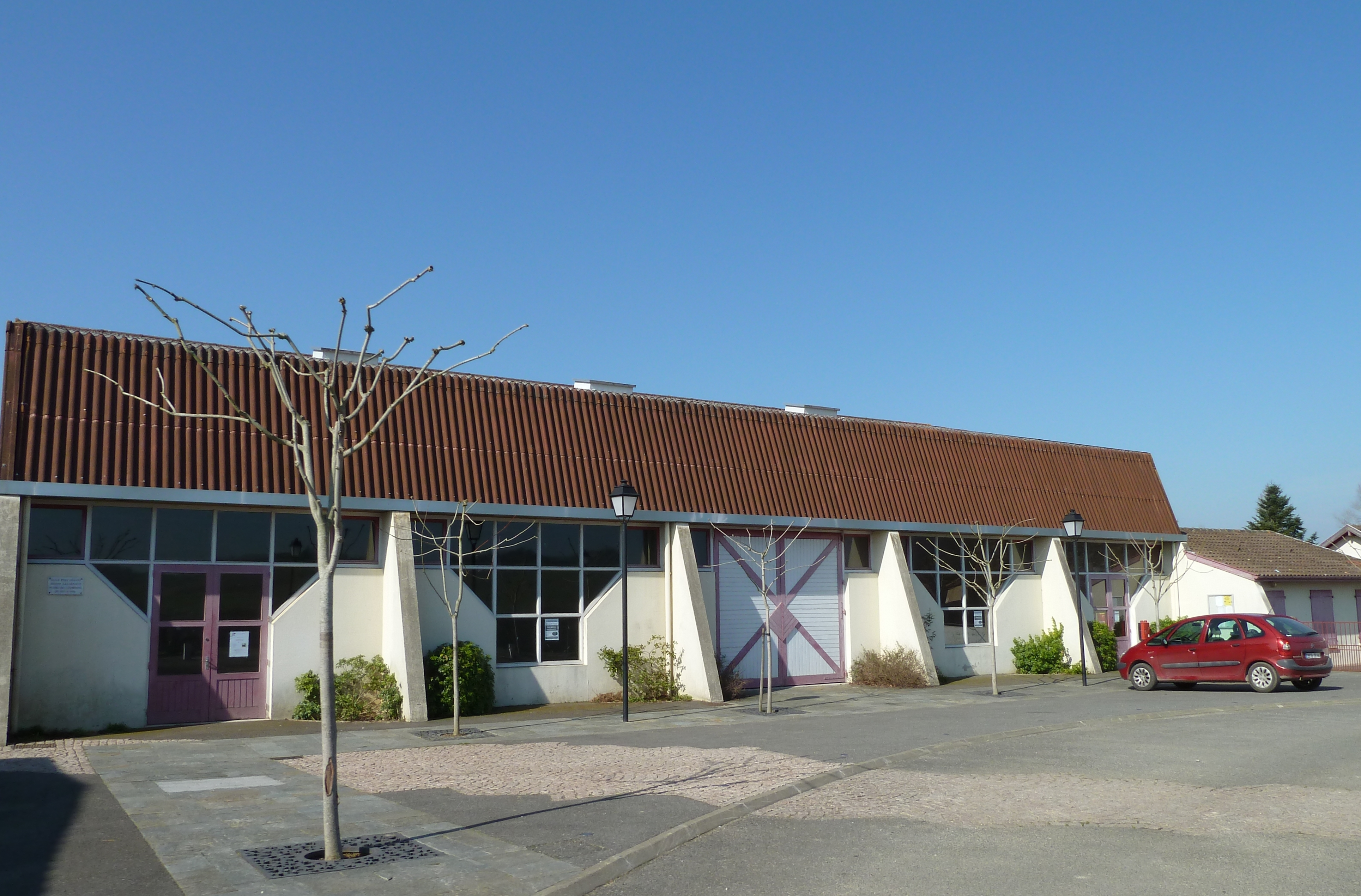
La salle polyvalente.

### Liste des maires
| Période                                  | Période                       | Identité              | Étiquette | Qualité                                                                          |
| ---------------------------------------- | ----------------------------- | --------------------- | --------- | -------------------------------------------------------------------------------- |
| Les données manquantes sont à compléter. |                               |                       |           |                                                                                  |
| 1995                                     | avril 2014                    | Jean-François Barthet |           |                                                                                  |
| avril 2014                               | En cours (au 11 juillet 2020) | Francis Larroque      |           | Vice-président de la CC de Lacq-Orthez (2020 → ) Réélu pour le mandat 2020-2026, |

## Population et société

### Démographie
L'évolution du nombre d'habitants est connue à travers les recensements de la population effectués dans la commune depuis 1793. Pour les communes de moins de 10 000 habitants, une enquête de recensement portant sur toute la population est réalisée tous les cinq ans, les populations de référence des années intermédiaires étant quant à elles estimées par interpolation ou extrapolation. Pour la commune, le premier recensement exhaustif entrant dans le cadre du nouveau dispositif a été réalisé en 2005.

En 2022, la commune comptait 493 habitants, en évolution de −3,71 % par rapport à 2016 (Pyrénées-Atlantiques : +3,78 %, France hors Mayotte : +2,11 %).
| 1793  | 1800 | 1806 | 1821  | 1831  | 1836  | 1841  | 1846  | 1851  |
| ----- | ---- | ---- | ----- | ----- | ----- | ----- | ----- | ----- |
| 1 040 | 890  | 985  | 1 043 | 1 212 | 1 216 | 1 233 | 1 202 | 1 115 |

| 1856  | 1861  | 1866 | 1872 | 1876 | 1881 | 1886 | 1891 | 1896 |
| ----- | ----- | ---- | ---- | ---- | ---- | ---- | ---- | ---- |
| 1 093 | 1 120 | 833  | 770  | 761  | 774  | 761  | 664  | 680  |

| 1901 | 1906 | 1911 | 1921 | 1926 | 1931 | 1936 | 1946 | 1954 |
| ---- | ---- | ---- | ---- | ---- | ---- | ---- | ---- | ---- |
| 657  | 650  | 651  | 568  | 593  | 602  | 554  | 488  | 464  |

| 1962 | 1968 | 1982 | 1990 | 1999 | 2005 | 2006 | 2010 | 2015 |
| ---- | ---- | ---- | ---- | ---- | ---- | ---- | ---- | ---- |
| 418  | 414  | 400  | 432  | 447  | 445  | 447  | 453  | 506  |

| 2020 | 2022 | - | - | - | - | - | - | - |
| ---- | ---- | - | - | - | - | - | - | - |
| 497  | 493  | - | - | - | - | - | - | - |

### Enseignement
La commune dispose d'une école primaire.

### Manifestations culturelles et festivités
La commune se situe sur le trajet de la 16e étape du Tour de France 2007 qui a eu lieu le 25 juillet. Le parcours de 218 kilomètres reliait Orthez à Gourette - col d'Aubisque.

## Économie
La commune fait partie de la zone d'appellation de l'ossau-iraty.

## Culture locale et patrimoine

### Lieux et monuments
L'église Saint-Martin date de la fin du XIXe siècle.

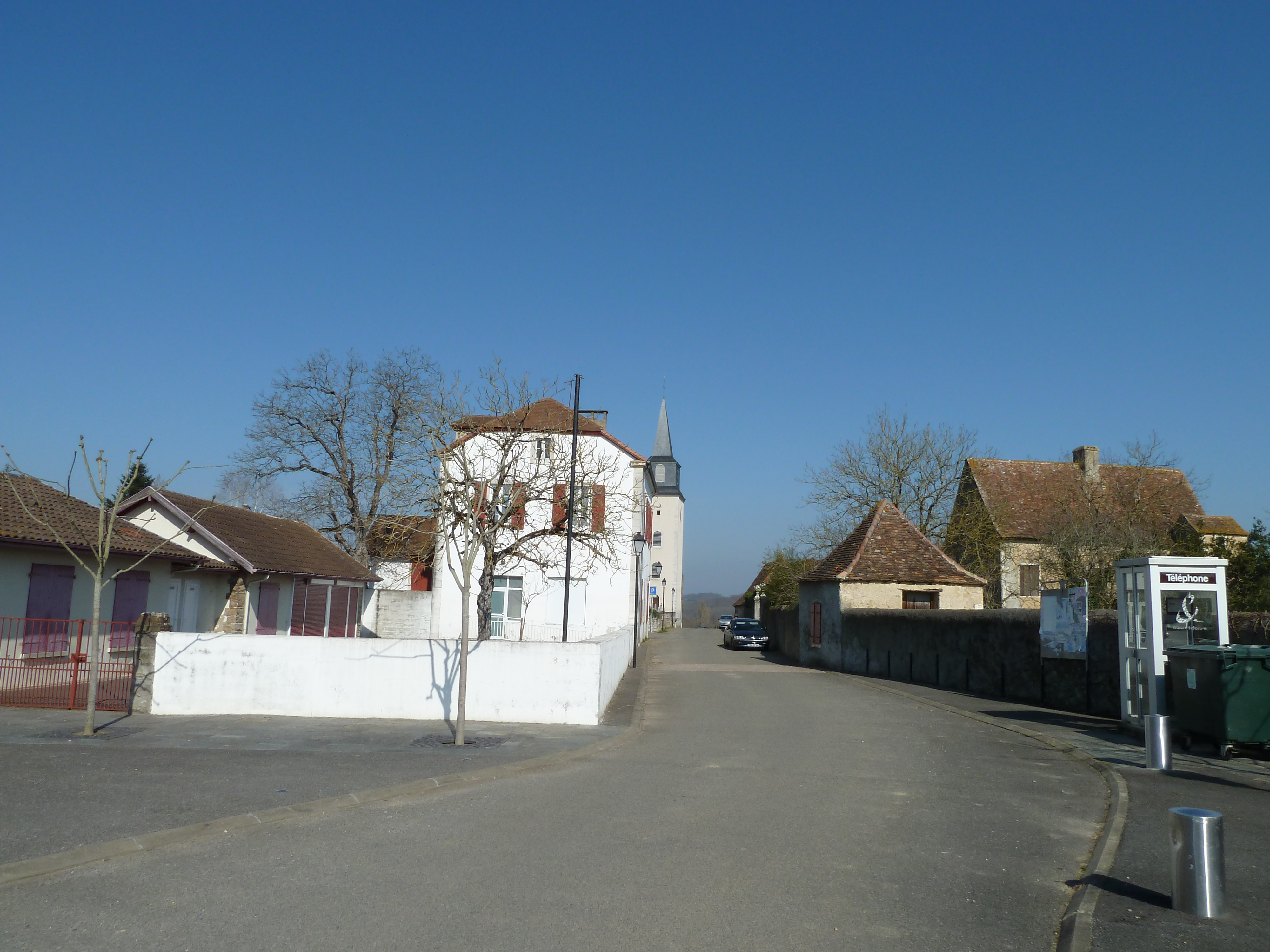
Le bourg.
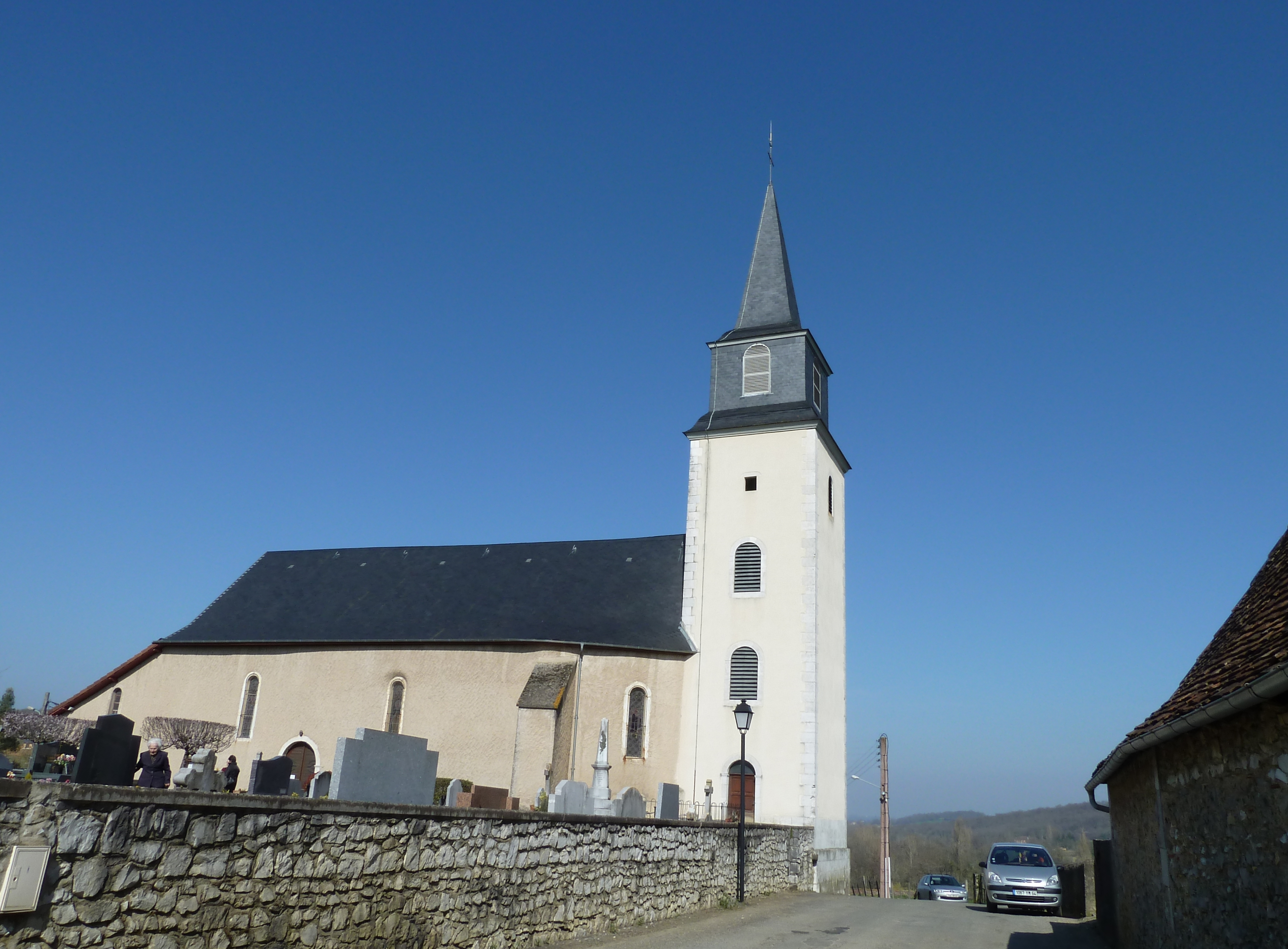
L'église Saint-Martin.
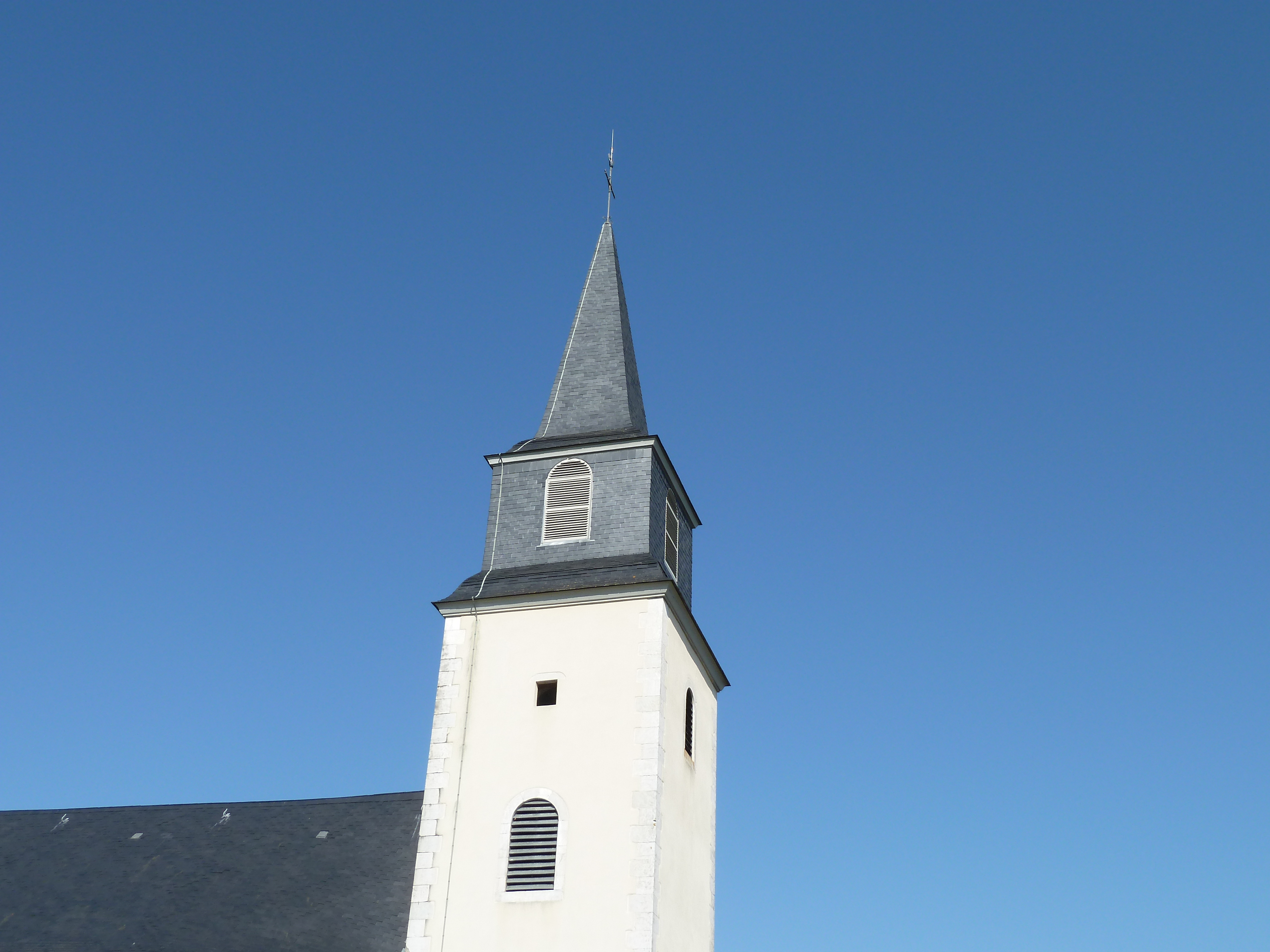
Le clocher.
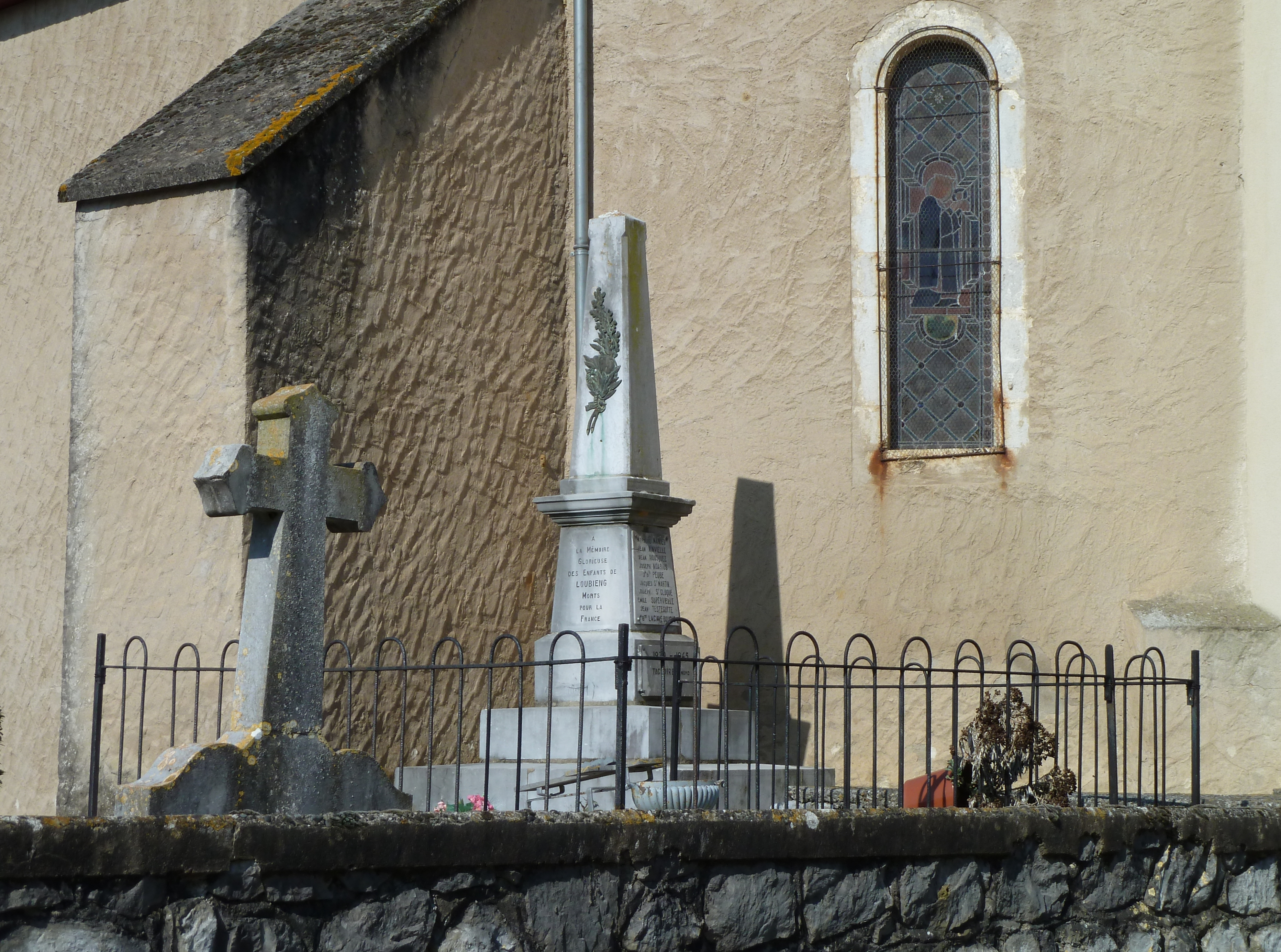
Le monument aux morts.